# Лангобарди
Лангобардите са германско племе. През първи век след Христа те обитават левия бряг на долна Елба. През V век, след разпадането на Хунския съюз заемат средното течение на Дунав, където приемат арианското християнство. През 493 година унищожават държавата на херулите, а в 566 година в съюз с аварите – тази на гепидите.
През първата половина на V век лангобардите проникват в Италия като византийски съюзници във войната срещу остготите. През 568 година по своя инициатива и като противници на Византия под предводителството на Албоин лангобардите нахлуват в Италия, като завоюват област, която впоследствие е наречена Ломбардия. Столица на новообразуваното Лангобардско кралство е Павия, превзета през 572 година. Освен Ломбардия лангобардите завладяват по-голямата част от Италия, без повечето пристанища, Равена и областта около Рим. В Южна Италия се образуват лангобардски херцогства в Беневент и Сполето, Капуа и други области.
Лангобардското право е било кодифицирано на латински език („Едикт“, първоначално издаде в 644 г.).
Лангобардското кралство е унищожено през 774 година от франките, след като осеммесечна обсада на Павия принуждава последния лангобардски крал Дезидерий (756 – 774) да се предаде на Карл Велики. След 774 година държавата на лангобардите е част от Франкската империя. Единствено херцогството в Беневент надживява края на Ломбардското кралство.
Етнически лангобардите са претопени в местното романоезично население.
Кралската корона на лангобардите е т.нар. Желязна Корона. Векове по-късно Наполеон I е коронясан с желязната ломбардска корона като крал на Италия, с цел легитимация на своето господство над територията ѝ.
Историята на лангобардите е записана от средновековния лангобардски историк Павел Дякон.